# Id Tech 4
ID Tech 4, відомий як рушій гри для Doom 3, розроблений Id Software і вперше використаний в відеогрі Doom 3. Рушій був розроблений Джоном Кармаком, який також створив попередні системи, такі як ті, Doom і Quake, які також широко відомі через значні успіхи в цій області. Цей OpenGL був надав рушію також можливості використовуватися в Quake 4, Prey, Enemy Territory: Quake Wars, Wolfenstein і Brink.
Рушій був випущений як повністю комерційний продукт, доступний для ліцензування стороннім компаніям, проте після виходу id Tech 5, id Tech 4 був виданий як вільне ПО. Рушій «id Tech 4» використовує OpenGL як інтерфейсу програмування додатків (англ. API).
ID Tech 4 має всеосяжну мову сценаріїв, яка може бути використана при створенні модів.

## Список ігор, які використовують id Tech 4
| Назва гри                    | Дата виходу          | Компанія-розробник | Коментарі |
| ---------------------------- | -------------------- | ------------------ | --- |
| Doom 3                       | 3 серпня 2004 року   | id Software        | Перша гра на рушії id Tech 4. |
| Doom 3: Resurrection of Evil | 4 квітня 2005 року   | Nerve Software     | Аддон до Doom 3, рушій не змінений. |
| Quake 4                      | 18 жовтня 2005 року  | Raven Software     | Рушій оптимізований для багатопоточності. |
| Prey                         | 11 липня 2006 року   | Human Head Studios | Істотна зміна рушія силами Human Head Studios. Додані динамічні портали. |
| Enemy Territory: Quake Wars  | 28 вересня 2007 року | Splash Damage      | Перша гра на рушію, що використовує «Мегатекстуру». Також доцей HDR та багато інші технології. |
| Wolfenstein                  | 18 серпня 2009 року  | Raven Software     | Додані ефекти глибини різкості, м'які тіні, різні ефекти пост-процесингу, фізичний рушій Havok, нові шейдери. |
| Brink                        | 10 травня 2011 року  | Splash Damage      | Покращений рендеринг, оптимізація під багатопоточність. |
| Prey 2                       | в розробці           | Human Head Studios | Подальша зміна рушія силами Human Head Studios |
| Doom 3 BFG Edition           | в розробці           | id Software        | Спеціальне видання оригінальної Doom 3' ' і доповнення Resurrection of Evil, доповнене нове кампанією. Графічно рушій був модифікований id Software — доця підтримка стереозображення, поліпшена система освітлення. |